# Chloroclystis bosora
Chloroclystis bosora är en fjärilsart som beskrevs av Druce 1888. Chloroclystis bosora ingår i släktet Chloroclystis och familjen mätare. Inga underarter finns listade i Catalogue of Life.